# IAR-99
Pour les articles homonymes, voir IAR.
L'IAR-99 Șoim en français : « Faucon » est un biplace d'entraînement avancé et d'appuie-feu conçu par la firme roumaine Intreprinderea de Avioane Craiova (IAv).

## Conception
La conception du IAR-99 débuta en 1975. Le premier prototype vola pour la première fois le 21 décembre 1985. Deux autres prototypes suivirent, ainsi qu'une présérie de 20 appareils, ils furent livrés à partir de 1987 à l'armée de l'air roumaine. Une autre commande de 30 appareils fut livrée à partir de 1991[réf. nécessaire].
En novembre 1993, le prototype de l'IAR-109 Swift, un IAR-99 doté d'une avionique israélienne, vol mais n'a pas de succès commercial.
Un appareil fut modifié en New IAR-99 modernisé. Cette version améliorée a effectué son premier vol le 22 mai 1997 et fut présentée peu de temps après au salon aéronautique du Bourget. La société israélienne Elbit s'est ensuite associée avec Avioane pour proposer ce modèle doté de capacités d'appuie-feu, à l'aviation roumaine et à l'exportation.
En juin 2020, on annonce que 10 appareils de la force aérienne roumaine seront modernisés sous la désignation IAR-99TD. Il s'agit d'un New IAR-99 modernisé avec un radar à antenne active Leonardo Vixen 500 E et une avionique d’origine israélienne produite par Elbit Systems. Ce contrat de 100 millions de dollars doit être effectué par IAv entre 2020 et 2024.

## Description
L'IAR est un biplace monoréacteur à ailes basses. Il est propulsé par un turboréacteur Rolls-Royce Viper Mk 632-42 dépourvu de postcombustion fabriqué sous licence par Turbomecanica.

## Sources
- Pierre Gaillard, Avions et hélicoptères militaires d'aujourd'hui, Clichy/Paris, éditions Larivière, coll. « DOCAVIA », 1999, 304 p. (ISBN 2-907051-24-5)

### Développement lié
- IAR-109

### Aéronefs comparables
- Aero L-39 Albatros
- BAe Hawk
- Alpha Jet
- Yakovlev Yak-130
- Aermacchi M-346

### Ordre de désignation
IAR-93 - IAR-95 (en) - IAR-99 - IAR-109